# Розмірність Лебега
Розмі́рність Ле́бега або топологічна розмірність — розмірність, визначена за допомогою покриттів, найважливіший інваріант топологічного простору. Розмірність Лебега простору {\displaystyle X}, зазвичай позначається {\displaystyle \dim X}.

## Визначення

### Для метричних просторів
Для компактного метричного простору {\displaystyle X} розмірність Лебега визначається як найменше ціле число n із такою властивістю, що при будь-якому {\displaystyle \varepsilon >0} існує скінченне відкрите {\displaystyle \varepsilon }-покриття {\displaystyle X}, що має кратність ≤ n + 1;
При цьому
- {\displaystyle \varepsilon }-покриттям метричного простору називається покриття, усі елементи якого мають діаметр {\displaystyle <\varepsilon }, а
- кратністю скінченного покриття простору {\displaystyle X} називається таке найбільше ціле число {\displaystyle k}, що існує точка простору {\displaystyle X}, що втримується в k елементах даного покриття.

### Для топологічних просторів
Для довільного нормального (зокрема, для метризовного) простору {\displaystyle X} розмірністю Лебега називається найменше ціле число {\displaystyle n} таке, що до всякого скінченного відкритого покриття простору {\displaystyle X} існує вписане в нього (скінченне відкрите) покриття {\displaystyle a} кратності n+1.
При цьому покриття {\displaystyle {\mathcal {P}}} називається вписаним у покриття {\displaystyle {\mathcal {Q}}}, якщо кожний елемент покриття {\displaystyle {\mathcal {P}}} є підмножиною хоча б одного елемента покриття {\displaystyle {\mathcal {Q}}}.

## Приклади
- Нульвимірні простори: одноточковий простір, дискретний простір, множина Кантора.
- Одновимірні простори: коло, серветка Серпінського, килим Серпінського, губка Менгера
  - Див. також крива Урисона

## Історія
Вперше топологічна розмірність введена Анрі Лебегом. Він висловив гіпотезу, що розмірність {\displaystyle n}-мірного куба дорівнює {\displaystyle n}. Л. Брауер вперше довів це. Точне визначення інваріанту {\displaystyle \dim X} (для класу метричних компактів) дав П. С. Урисон.

## Зноски
1. 1 2 3 4  Aleksandrov, P.S. Lebesgue dimension. Encyclopedia of Mathematics. Процитовано 26 вересня 2023.